# Fosse no 11 bis des mines de Nœux
La fosse no 11 bis de la Compagnie des mines de Nœux est un ancien charbonnage du Bassin minier du Nord-Pas-de-Calais, situé à Béthune. La fosse no 8 ter est commencée en octobre 1908. Lorsque la fosse no 11 est entreprise, le puits no 8 ter est renommé 11 bis. Les travaux sont interrompus pendant la Première Guerre mondiale, et les deux puits ne commencent à produire qu'en 1920. Des cités sont bâties à proximité de la fosse no 11 bis. L'extraction cesse le 23 décembre 1930, mais ils continuent d'aérer les travaux du nord de la concession.
La Compagnie des mines de Nœux est nationalisée en 1946, et intègre le Groupe de Béthune. Le puits no 11 bis cesse d'aérer en 1967, lors de l'arrêt de la fosse no 8 - 8 bis, et est remblayé en 1970. Toutes ses installations sont alors détruites
Une résidence est construite sur le carreau de fosse. Au début du XXIe siècle, Charbonnages de France matérialise la tête de puits no 11 bis. Les cités ont été rénovées.

## La fosse

### Fonçage
La fosse no 8 ter est commencée en octobre 1908 à Béthune, à 1 646 mètres au nord-ouest de la fosse no 8 - 8 bis sise à Verquin. Le puits est situé à l'altitude de 34 mètres. Le terrain houiller est atteint à la profondeur de 177 mètres.
La fosse no 11 est commencée cinq ans plus tard à Fouquières-lès-Béthune, à 1 426 mètres à l'ouest, dès lors la fosse no 8 ter est renommée fosse no 11 bis.

### Exploitation
La fosse entre en exploitation en 1920, puisqu'elle a été retardée par la Première Guerre mondiale. La fosse no 11 et la fosse no 11 bis cessent d'extraire le 23 décembre 1930, après avoir produit 537 000 tonnes de houille. Elles assurent ensuite l'aérage des travaux du nord de la concession.
La Compagnie des mines de Nœux est nationalisée en 1946, et intègre le Groupe de Béthune. Le puits no 11 bis cesse d'aérer en 1967, lors de l'arrêt de la fosse no 8 - 8 bis, ses 305,75 mètres sont remblayés en 1970.

### Reconversion
Une résidence est construite sur le carreau de fosse. Au début du XXIe siècle, Charbonnages de France matérialise la tête de puits. Le BRGM y effectue des inspections chaque année. Il ne reste rien de la fosse.

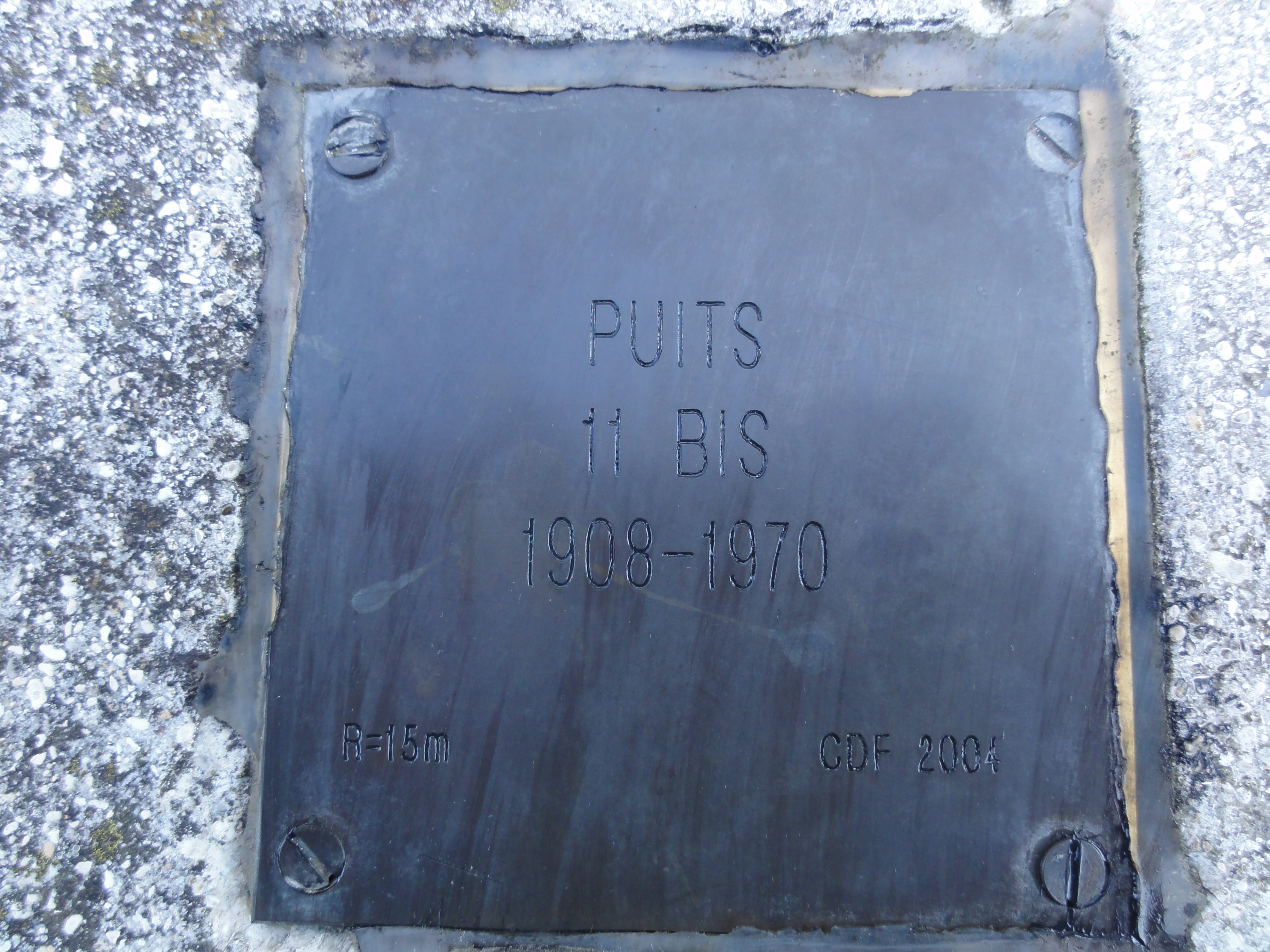
Puits no 11 bis, 1908 - 1970.
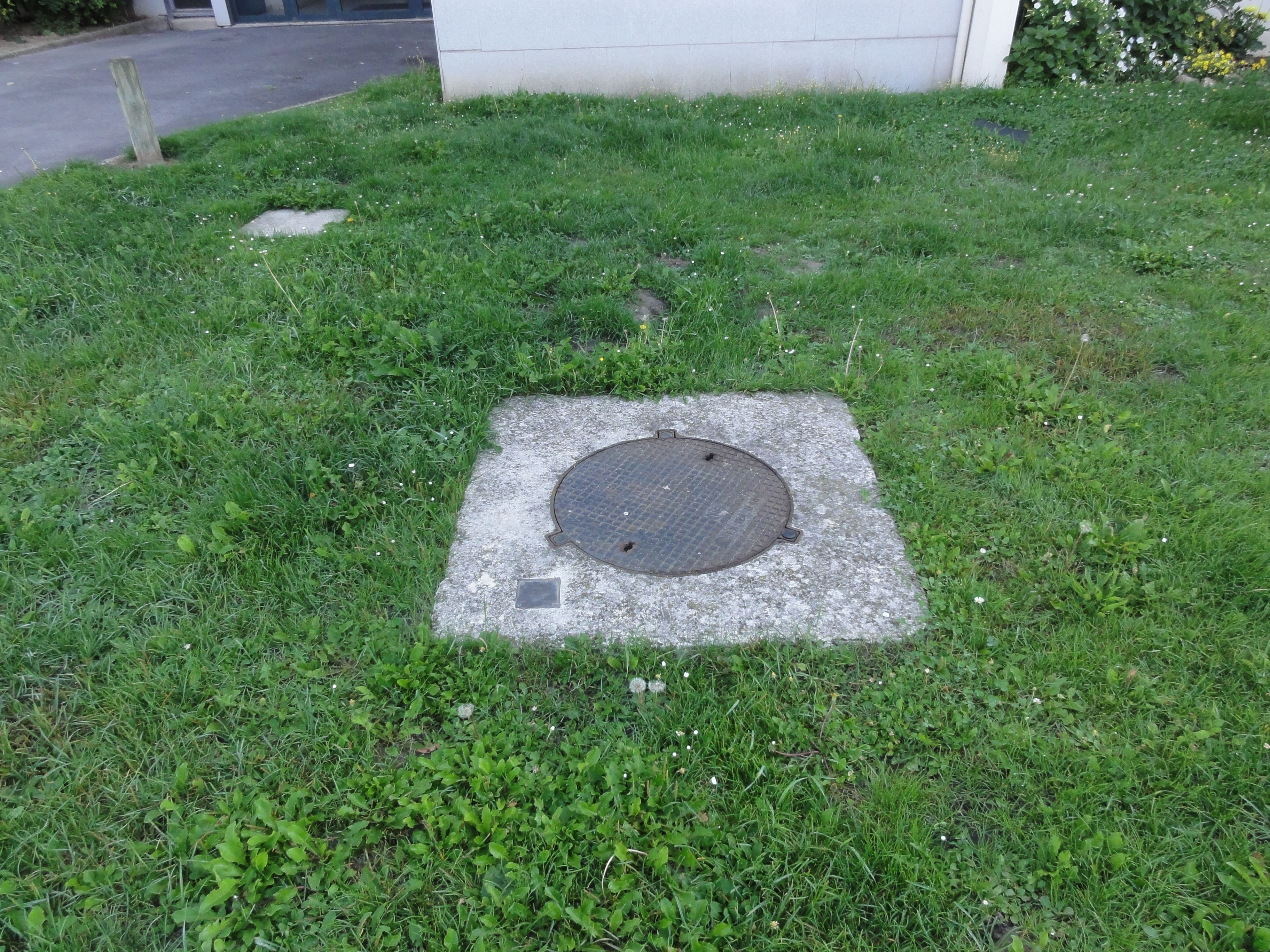
La tête de puits matérialisée.
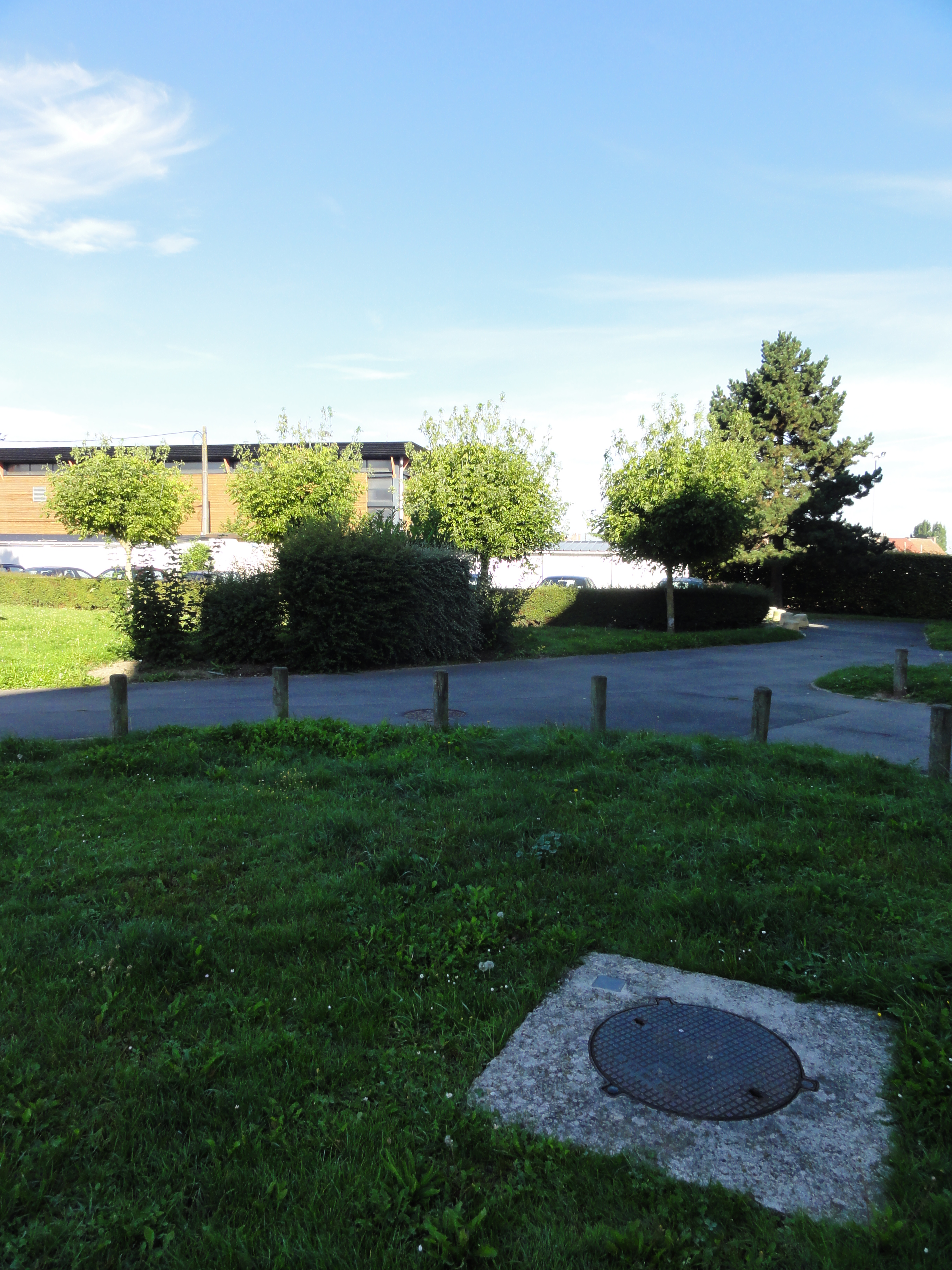
Le puits dans son environnement.
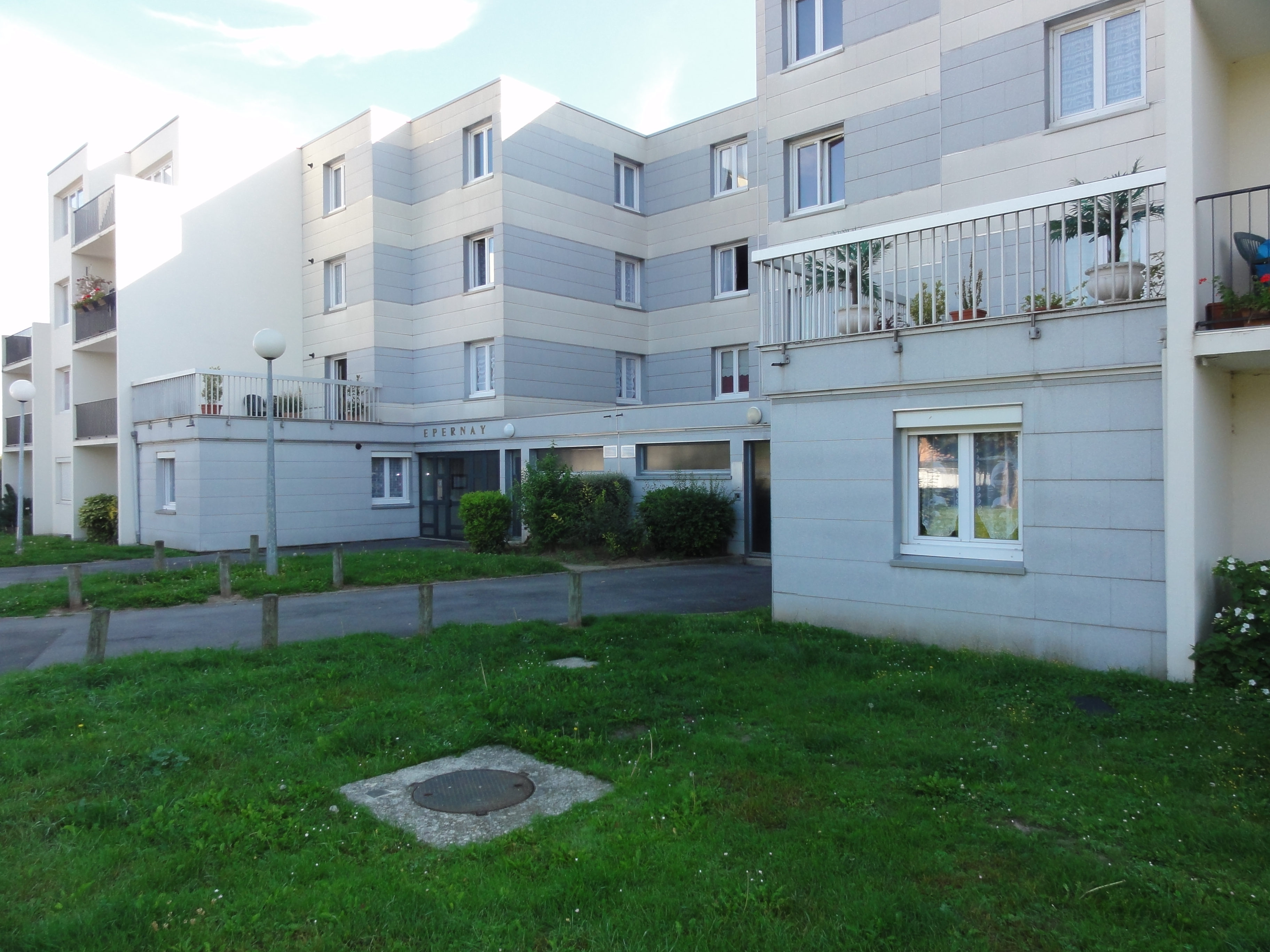
Le puits dans son environnement.
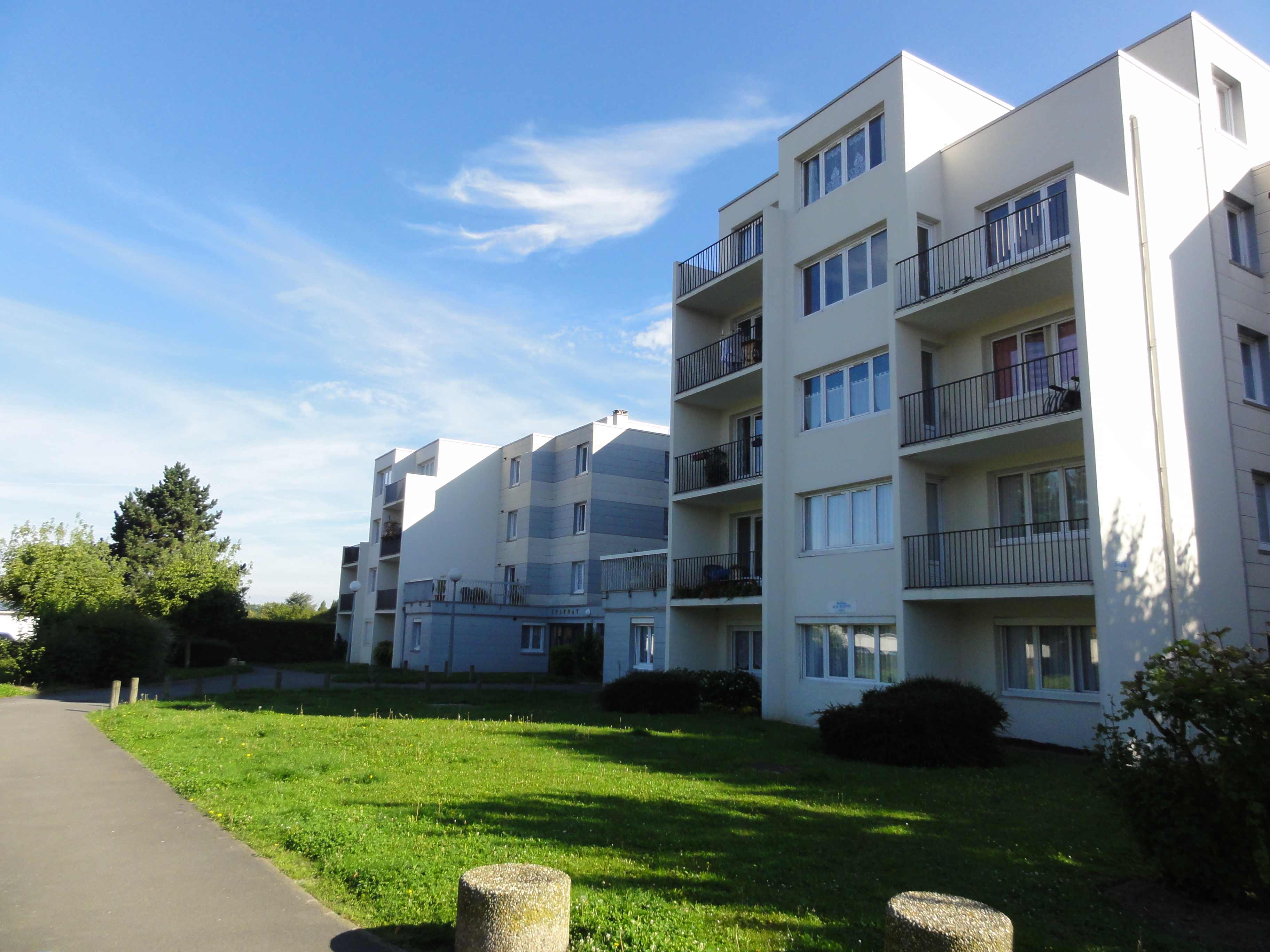
Le carreau de fosse.
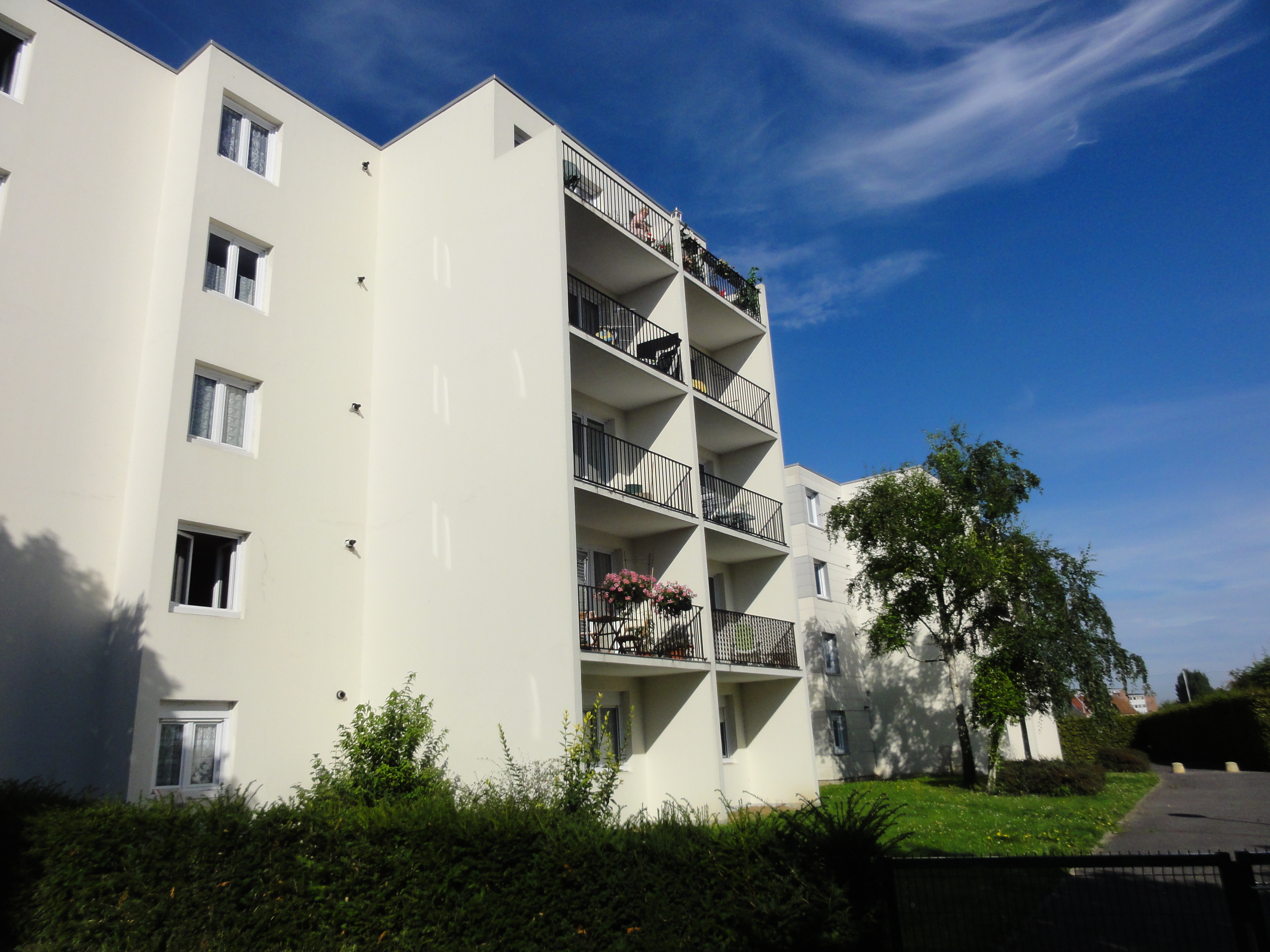
Le carreau de fosse.

## Les cités
Des cités ont été bâties à l'ouest de la fosse.

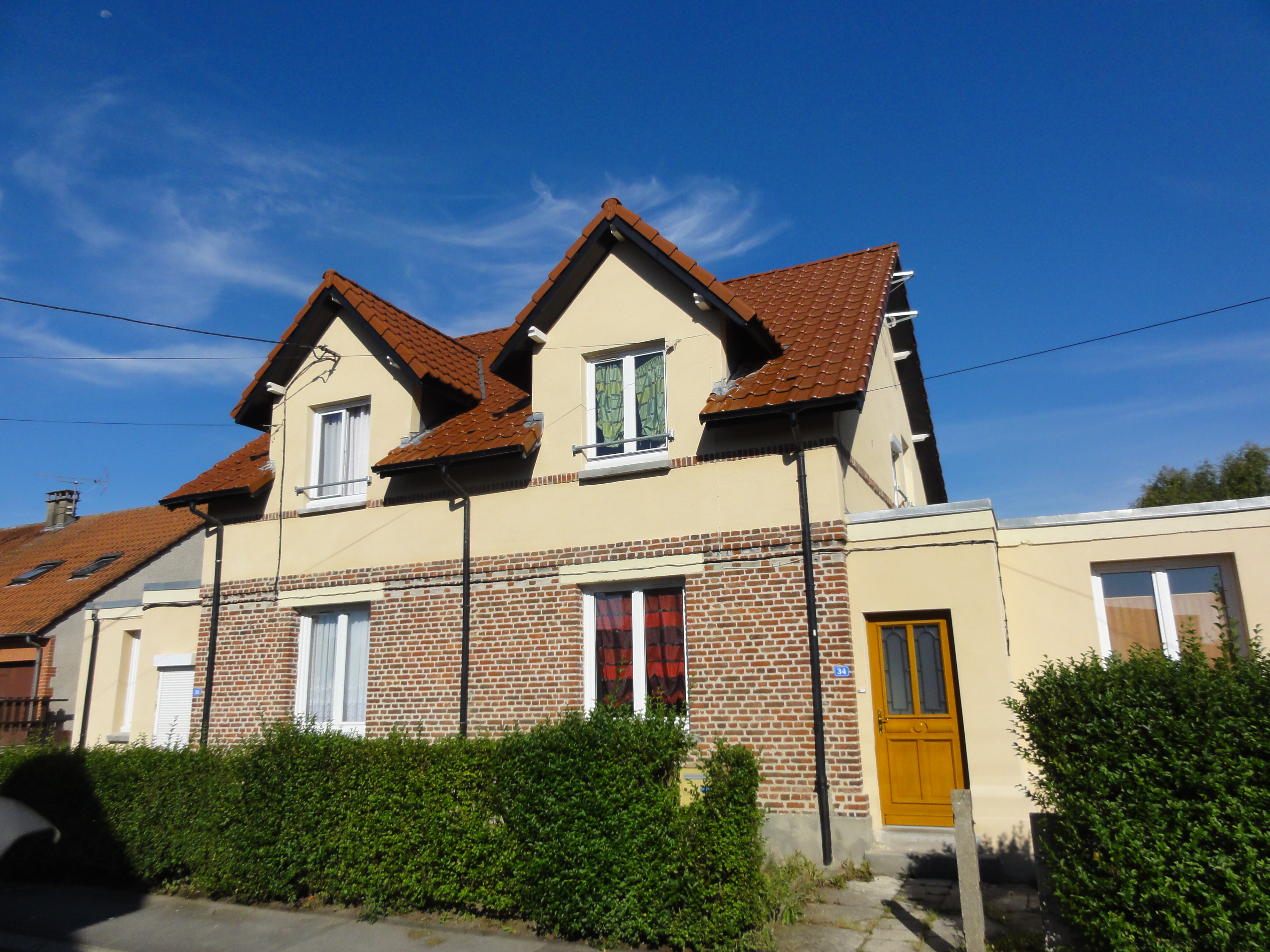
Des habitations groupées par deux.
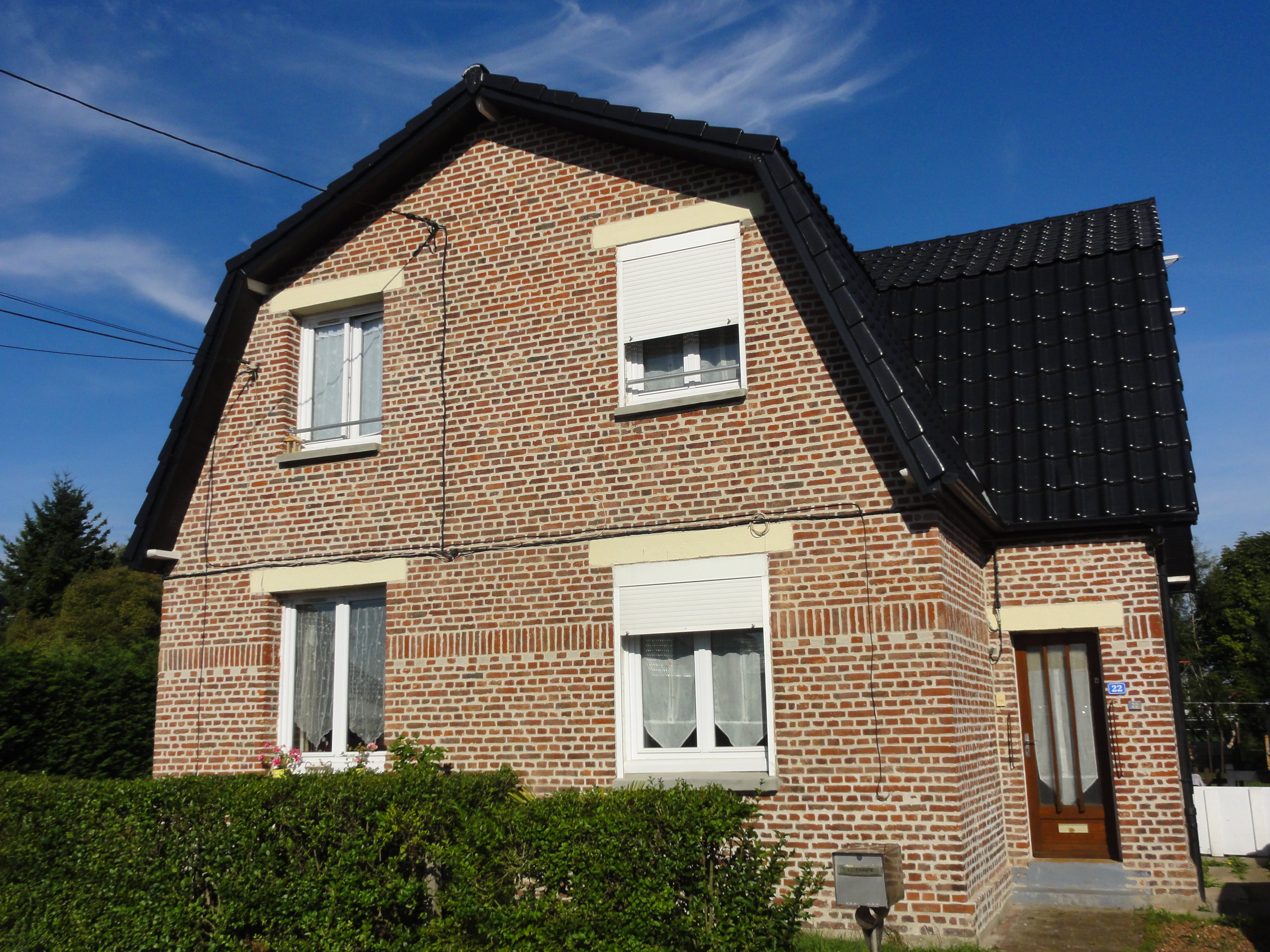
Des habitations groupées par deux.
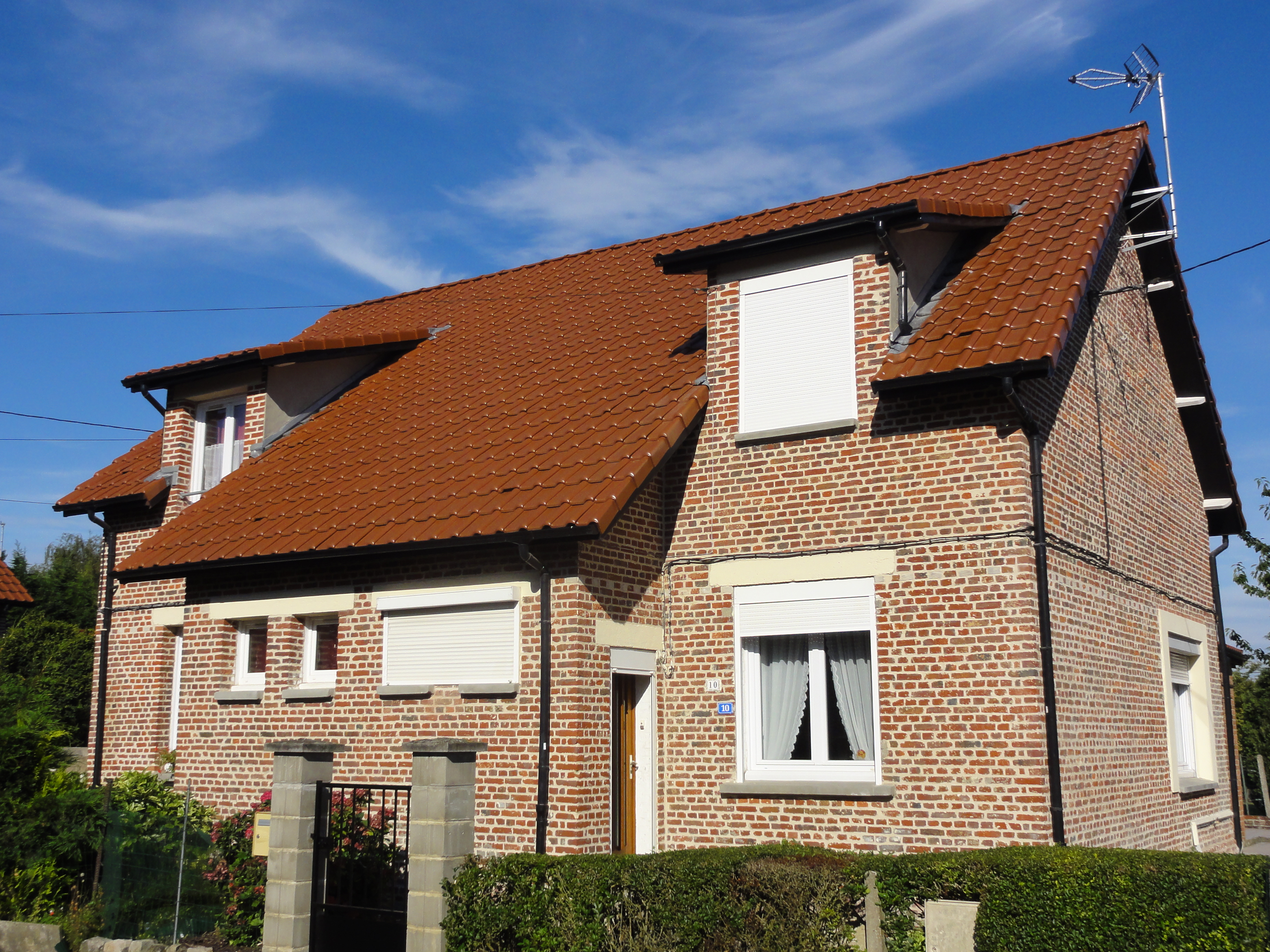
Des habitations groupées par deux.
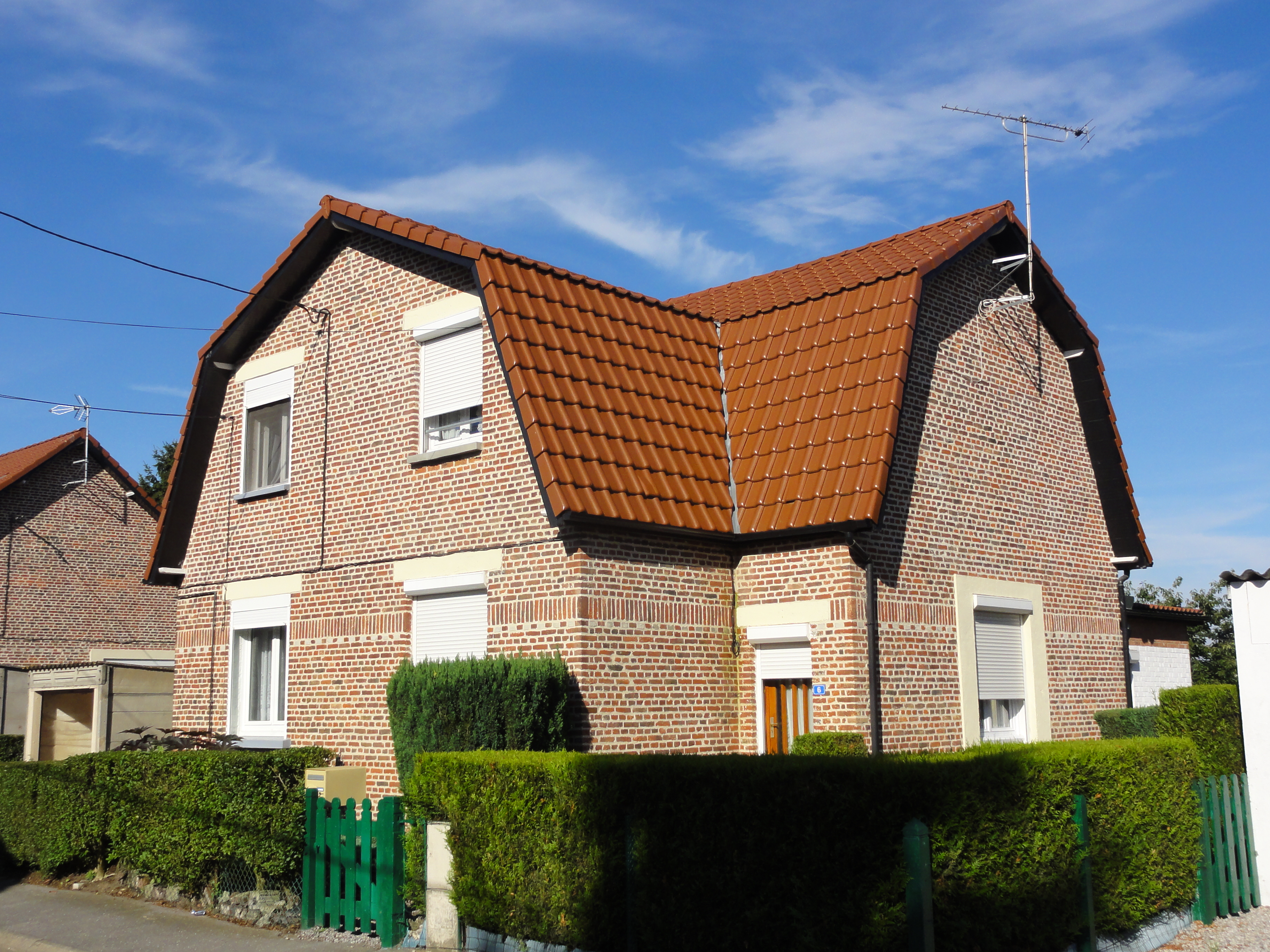
Des habitations groupées par deux.
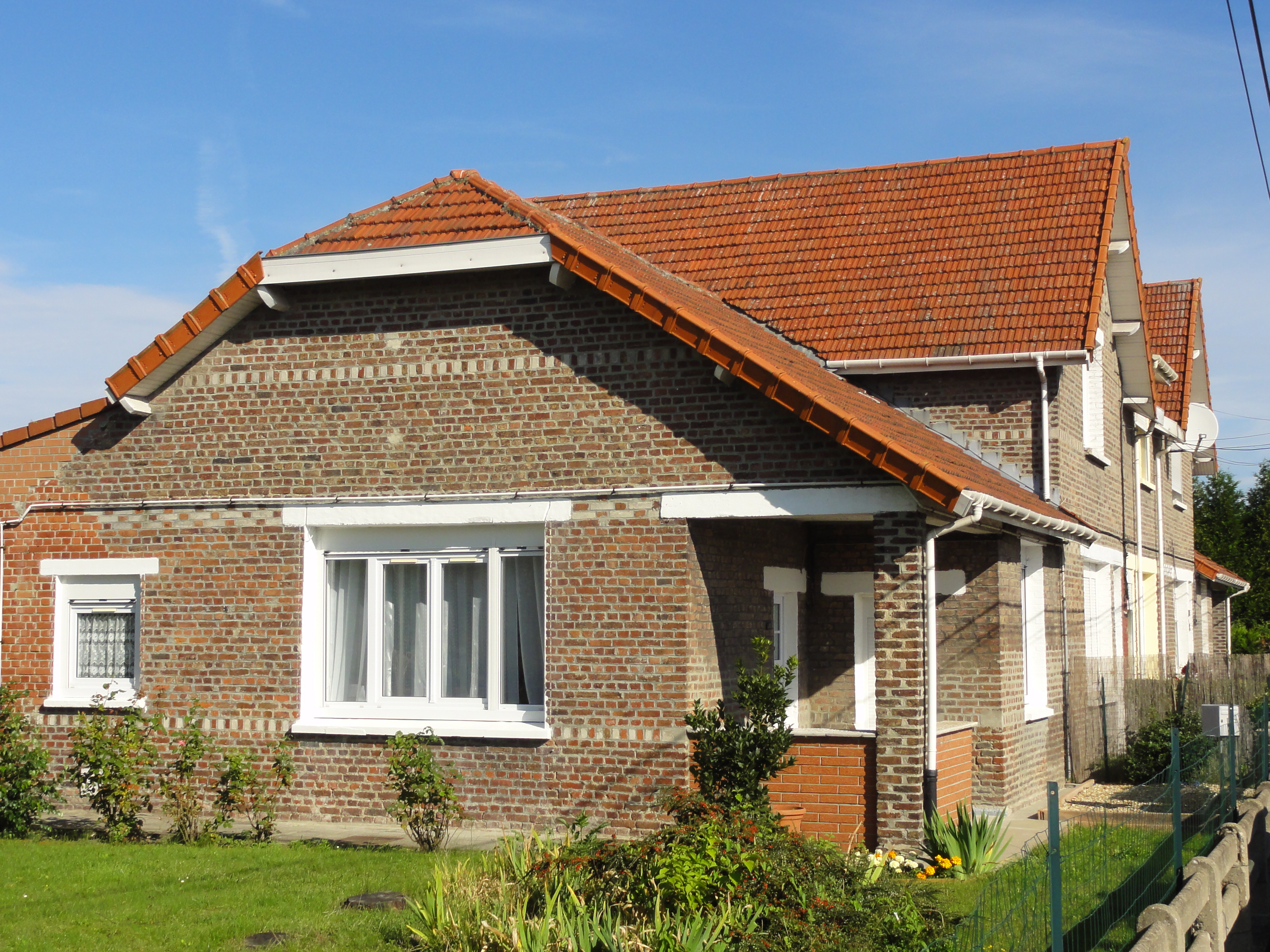
Des habitations groupées par cinq.
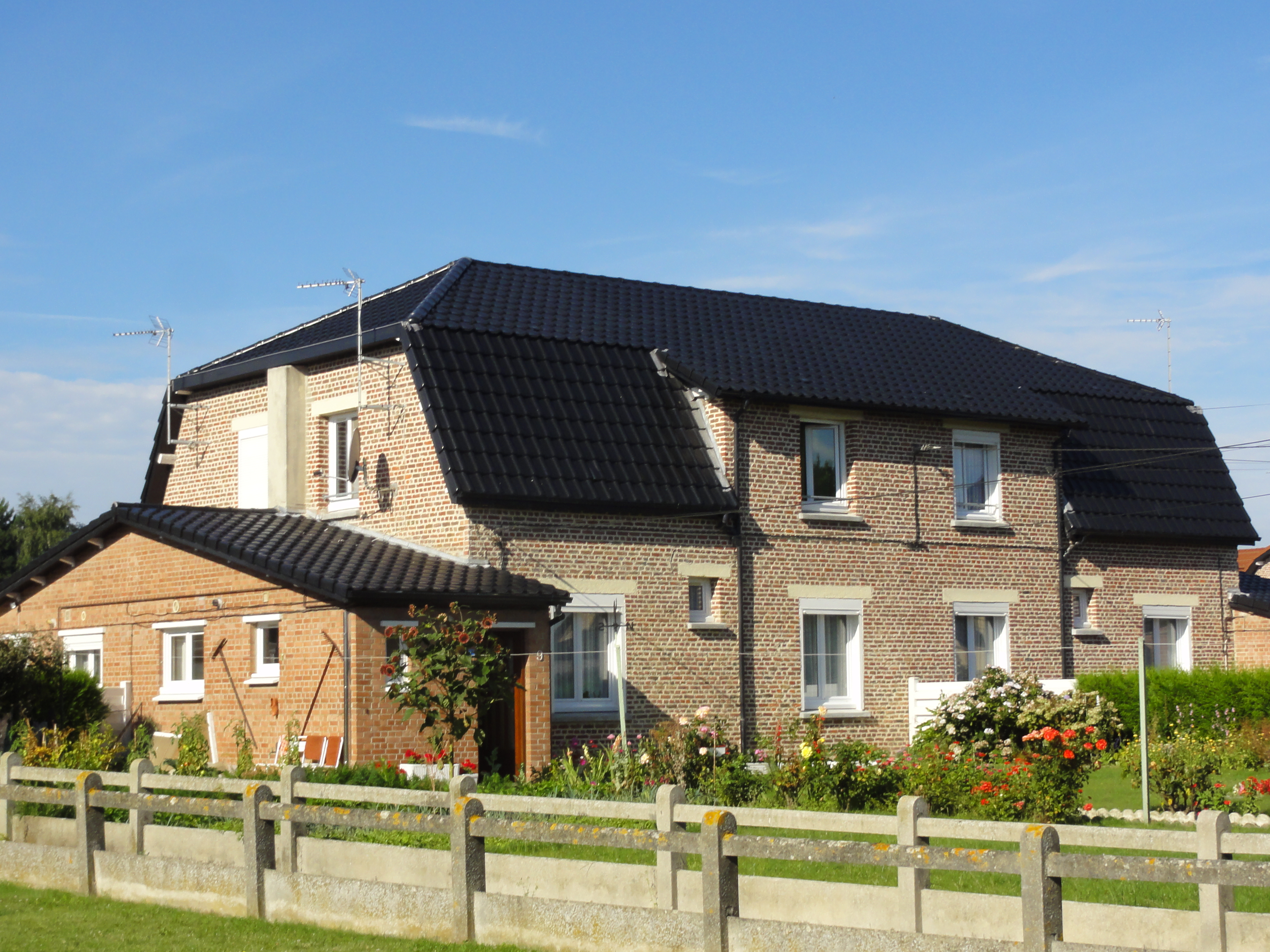
Des habitations groupées par quatre.